# ناناس
ناناس هي قرية في مقاطعة أرومية، إيران. يقدر عدد سكانها بـ 595 نسمة بحسب إحصاء 2016.